# Friedrich Weller (Ökologe)
Friedrich Weller (* 1930) ist ein deutscher Ökologe. Er ist Professor für Landschaftsökologie und Standortkunde an der Hochschule für Wirtschaft und Umwelt Nürtingen-Geislingen. Er setzt sich maßgeblich für den Erhalt der Streuobstwiesen ein.

## Schriften
- Streuobstwiesen schützen. aid, 2012, 9. veränd. Neuauflage
- Standort und Landschaftsplanung. ecomed, 1994